# Airdrieonians Football Club
|  | No s'ha de confondre amb Airdrieonians Football Club (1878). |

L'Airdrieonians Football Club, anteriorment anomenat Airdrie United FC, és un club de futbol escocès de la ciutat d'Airdrie, North Lanarkshire.
Va ser fundat l'any 2002 amb el nom Airdrie United Football Club creat després de la liquidació del club original Airdrieonians, format el 1878. L'any 2013 canvià el nom a Airdrieonians. En la seva curta història ha guanyat la Scottish Second Division el 2003–04 i la Challenge Cup el 2008–09 i 2023–24.

## Palmarès
- Scottish Championship Play-off Final

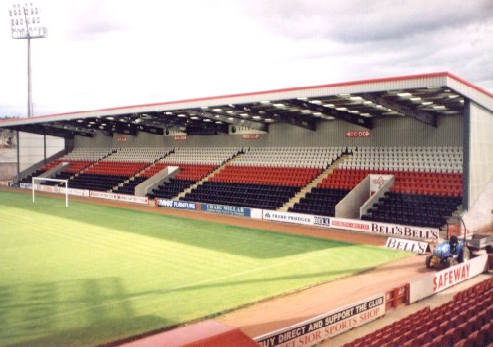
Estadi Excelsior.

  - 2022–23
- Scottish Second Division:
  - 2003–04
- Scottish Challenge Cup:[5]
  - 2008–09, 2023–24